# Blind Connie Williams
Blind Connie Williams (* um 1915 in Florida; bl.  1974) war ein US-amerikanischer Bluesgitarrist, der ab Anfang der 1930er Jahre als Straßenmusiker auftrat. Williams zog während seiner gesamten Karriere als Straßenmusiker umher, lebte aber die meiste Zeit seines Lebens in Philadelphia, Pennsylvania. Ein Großteil seines Repertoires bestand aus Gospelsongs und Country-Blues-Standards der Vorkriegszeit. Im Jahr 1961 hatte Williams eine Aufnahmesitzung mit dem Plattenproduzenten Pete Welding, deren Ergebnisse 1974 und 1995 veröffentlicht wurden.

## Biografie
Über Williams Privatleben ist wenig bekannt. Laut Weldings Aufzeichnungen wurde Williams irgendwann im Jahr 1915 in Florida geboren. Seine Eltern waren Wanderarbeiter. Als Teenager besuchte er die Florida School for the Deaf and Blind in St. Augustine, wo er ein hervorragendes Harmonieverständnis und Können als Gitarrist entwickelte. Er begann seine Karriere als Straßenmusiker in den 1930er Jahren. 1935 ließ sich Williams in Philadelphia nieder. Er reiste häufig nach Harlem, wo er mit Reverend Gary Davis auftrat. Williams konnte Blues-Standards, Folksongs und einiges mehr spielen. 1961 erzählte er Welding, dass er am liebsten Spirituals spiele, weil er sie genieße und die Polizei ihn selten stören würde, wenn er sich auf diese Art von Material beschränke. Der Piedmont-Blues-Gitarrist Frank Hovington, ein weiterer Musiker, der in den 1940er Jahren gelegentlich mit Williams in Philadelphia zusammenarbeitete, erinnerte sich, dass Williams sich bei Spirituals wohler fühlte.
Als Williams 1961 in einem überwiegend von Schwarzen bewohnten Viertel in der Lombard Street in Philadelphia wohnte, sah Welding seine Darbietung von Spirituals mit Akkordeonbegleitung. Nachdem er eine Freundschaft mit dem Produzenten geschlossen hatte, erklärte Williams, dass er begonnen hatte, das Akkordeon wegen seiner Hörbarkeit zu spielen, während er gleichzeitig weniger körperlich aktiv sein musste, beides wichtige Eigenschaften für den alternden Musiker. Er stimmte zu, am 5. Mai 1961 mit Welding beim Radiosender WHYY Aufnahmesitzungen durchzuführen. Welding kaufte ihm eine Gitarre und Williams machte sich wieder damit vertraut. Der Einfluss von Reverend Davis ist in den 23 aufgenommenen Nummern offensichtlich, aber Williams hatte seinen eigenen Stil, geprägt von Basssaiten-Slapping und Bottleneck-Techniken.
Keine der Aufnahmen wurde zeitnah veröffentlicht. 16 der Songs wurden jedoch 1974 auf Weldings Testament Records auf dem Album Blind Connie Williams: Traditional Blues, Spirituals and Folksongs zusammengestellt. Williams bekanntestes Lied, Thomas A. Dorseys Take My Hand, Precious Lord, spielte Williams im traditionellen Bluesformat mit acht Takten, was sein bevorzugter Stil war. Über Williams ist nach seinen Sessions mit Welding nicht viel bekannt, doch lebte er 1974 noch in Philadelphia. 1995 wurde sein Album mit dem neuen Titel Philadelphia Street Singer wieder veröffentlicht, zusammen mit den sieben Songs aus den Sessions von 1961, die nicht in der Version von 1974 enthalten waren.

## Diskografie
- Traditional Blues, Spirituals and Folksongs, Testament Records T-2225, 1974
- Philadelphia Street Singer, Testament Records TCD-5024, 1995